# Kanton Beaufort (Jura)
Beaufort is een voormalig kanton van het Franse departement Jura. Het kanton maakte deel uit van het arrondissement Lons-le-Saunier.

## Geschiedenis
Het kanton werd op 22 maart 2015 opgeheven ingevolge het decreet van 17 februari 2014. De gemeenten werden opgenomen in het kanton Saint-Amour.

## Gemeenten
Het kanton Beaufort omvatte de volgende gemeenten:
- Augea
- Augisey
- Beaufort (hoofdplaats)
- Bonnaud
- Cesancey
- Cousance
- Cuisia
- Gizia
- Grusse
- Mallerey
- Maynal
- Orbagna
- Rosay
- Rotalier
- Sainte-Agnès
- Saint-Laurent-la-Roche
- Vercia
- Vincelles